# ناحیه دیرفیلد (شهرستان لناوی، میشیگان)
ناحیه دیرفیلد (به انگلیسی: Deerfield Township) یک منطقهٔ مسکونی در ایالات متحده آمریکا است که در شهرستان لناوی، میشیگان واقع شده‌است.
 ناحیه دیرفیلد ۶۵٫۱ کیلومتر مربع مساحت و ۱٬۷۷۰ نفر جمعیت دارد و ۲۰۷ متر بالاتر از سطح دریا واقع شده‌است.